# 自由北朝鮮放送
自由北朝鮮放送（じゆうきたちょうせんほうそう、朝: 자유북한방송（自由北韓放送）、英: Free North Korea Radio または Radio Free North Korea、略称：FNK）は、韓国の民間団体が行っている対北放送の一つ。
2005年12月、放送開始。
北朝鮮より脱北した人々（脱北者）が中心となって、北朝鮮住民や幹部向けの朝鮮語による短波放送・中波放送を行っている。

## 放送の目的
1. 北朝鮮住民に外部ニュースと真実を伝える
2. 北朝鮮住民に自由民主主義理念を伝播する
3. 金正恩独裁政権追従勢力を批判・警告する
4. 北朝鮮の人権惨状を大韓民国と国際社会に知らせる
5. 朝鮮半島の統一と世界民主化に積極的に貢献する
6. 脱北人の交流とコミュニケーション、立場表明の機会を提供する

## 沿革
- 2004年2月16日 - インターネットラジオ第1回試験放送
- 2004年4月15日 - インターネットラジオ第2回試験放送
- 2004年4月20日 - インターネットラジオ本放送開始
- 2005年12月 - 5880kHzで短波放送開始
- 2006年12月 - 北朝鮮向け短波放送を開始[1]
- 2007年6月28日 - 東京支局開設[1]
- 2007年10月1日 - 中波放送開始[1]
- 2009年7月4日 - 毎週土曜日の放送内において日本政府による拉致被害者向け放送「ふるさとの風」の朝鮮語版「일본의 바람（イルボネ パラム、日本の風）」の部分代行放送を開始

## 周波数
| 放送時間（KST） | 周波数   |
| --------------- | -------- |
| 21:00 - 23:00   | 11510kHz |
| 04:00 - 06:00   | 7550kHz  |

※韓国標準時＝UTC+9
- 周波数は2023年12月現在。

## 住所
大韓民国ソウル特別市陽川区木洞陽川私書箱92号/自由北朝鮮放送